# Hyperioncanto's
De Hyperioncanto's vormen een vierdelige sciencefictionroman van de Amerikaanse schrijver Dan Simmons.
Het verhaal speelt zich af in een periode van de 28e eeuw tot de 31e eeuw. De mensheid heeft zich over een groot aantal planeten verspreid maar is voor haar overleven volledig afhankelijk van een kunstmatig intelligente entiteit, de Technocore genaamd. Deze Technocore is op haar beurt ook weer afhankelijk van de menselijke creativiteit. De serie gaat over de strijd waarmee de mensheid haar zelfstandigheid herwint. Deel één en twee volgen direct op elkaar en vormen één verhaal. Deel drie en vier starten 274 jaar na de eerste twee delen en vormen weer samen één verhaal.

## Hyperion
Het boek Hyperion heeft eenzelfde opzet als de The Canterbury Tales. Een aantal mensen zit op een ruimteschip onderweg naar de afgelegen planeet Hyperion. Ze zijn op weg naar de Tijdstombes, een aantal tempels die in tegengestelde richting door de tijd reizen. Ze zijn daarheen gestuurd om contact te maken met de Shrike, een zeer geavanceerde vechtrobot. De reizigers vertellen elk een verhaal waarmee zij aan de lezer geïntroduceerd worden.

## De Ondergang van Hyperion
Dit boek bevat twee verhalen waarvan de hoofdstukken om en om op elkaar volgen. Beide verhalen spelen zich echter niet op hetzelfde tijdstip af.
Het ene verhaal gaat over de personen uit het vorige deel die op de afgelegen planeet Hyperion zijn aangekomen en doorreizen naar de tijdstombes.
Het andere verhaal speelt zich voor een groot deel af op de hoofdplaneet van de menselijke beschaving, Tau Ceti Center genaamd, die ergens rond de ster Tau Ceti gesitueerd moet zijn.
De hoofdpersoon is een kloon van de vroegere dichter John Keats. De hoofdpersoon maakt van dichtbij mee hoe een oorlog met de Ousters, een beschaving van wezens die liever zichzelf genetisch manipuleerden dan andere beschavingen te vernietigen, wordt voorbereid. Wanneer de oorlog uitbreekt, verklaart Meina Gladstone (de president van de menselijke beschaving) ook meteen de oorlog aan de Technocore. Het gevolg is dat het voortbestaan van het grootste deel van 150 miljard mensen wordt bedreigd.

## Endymion
Het derde deel speelt bijna drie eeuwen later dan het eerste deel. Het begint weer op de planeet Hyperion. De hoofdpersoon Raul Endymion, krijgt de opdracht om het meisje Aenea te begeleiden op haar reis. Het meisje heeft Messiaanse eigenschappen. Tijdens hun reis, reizen ze van planeet naar planeet. Onderweg zorgt ze ervoor dat mensen bekeerd worden om hun afhankelijkheid van de Technocore af te zweren.

## De opkomst van Endymion
In dit deel wordt de reis hervat. Raul Endymion reist echter voor een groot deel alleen. Wanneer Raul en Aenea elkaar weer treffen krijgt het verhaal een meer Spirituele sfeer. De mensheid zal samen met de Ousters, de Technocore en de geesten van de doden een manier moeten vinden om gezamenlijk verder te leven en samen een nieuwe stap te zetten in de evolutie en in het bewustzijn.